# ОдАЗ-9370
ОдАЗ-9370 — советский и украинский двухосный грузовой полуприцеп, предназначенный для перевозки грузов до 14 тонн. Выпускался на Одесском автосборочном заводе с 1976 по 1997 год. Основной тягач — КамАЗ-5410 того же типоразмера.

## Особенности
У полуприцепа ОдАЗ-9370 бортовой кузов и двускатные колёса, как у автомобиля КамАЗ-5410. Это позволяет перевозить лес, строительные материалы, песок и другие грузы. Также существовала версия фургона для перевозки мебели, продуктов питания, бытовой техники и прочих материалов, которые требуется защитить от известкового налёта.
Полуприцеп оснащался рабочей и стояночной тормозными системами барабанного типа, причём первая — с пневмоприводом, последняя — с механическим приводом. Подвеска транспортного средства балансирная, с реактивными штангами.

## Модификации
- ОдАЗ-9370-0000030 — основная модификация с бортовым кузовом.
- ОдАЗ-9370-0000020 — модификация с тентом.
- ОдАЗ-9370-0000031 — модификация с кузовом с дополнительными деревянными бортами.
- ОдАЗ-9370-0000040 — фургон.
- ОдАЗ-9370-0001010 — шасси[7].

## В игровой и сувенирной индустрии
Казанским объединением «Элекон» выпускается масштабная модель седельного автопоезда, состоящего из тягача КамАЗ-5410 и полуприцепа ОдАЗ-9370 в масштабе 1:43.